# 梅迪基雷特河
梅迪基雷特河（Medikiret River）是非洲南蘇丹的狹窄山溝，在雨季時成為水道，從南面進入位於東赤道省和瓊萊省的巴丁吉羅國家公園，在距離首都朱巴約238公里處注入沼澤。
5°12′N 32°44′E / 5.200°N 32.733°E

## 外部連結
- Medikiret （页面存档备份，存于）